# Samuel Lee
Samuel Lee (Fresno, 1 de agosto de 1920 - Newport Beach, 2 de dezembro de 2016) foi um saltador estadunidense, que competiu em provas dos saltos ornamentais por seu país. 
Formado pela Occidental College, entrou para a escola de medicina na Carolina do Sul. Lá, aos 22 anos, conquistou uma medalha no AAU e retirou-se das competições para dedicar-se aos estudos. No entanto, quatro anos mais tarde, retornou às piscinas para tornar-se campeão da plataforma, novamente no AAU. Dois anos mais tarde, disputou a edição olímpica de Londres, na qual tornou-se campeão da plataforma de 10 metros e medalhista de bronze do trampolim de 3 metros. Em 1952, nos Jogos de Helsinque, sagrou-se o primeiro bicampeão olímpico norte-americano da plataforma. Aposentado das competições, além de já formado, especializou-se em doenças do ouvido e tornou-se treinador, profissão pela qual tornou-se também medalhista olímpico após as vitórias de seu saltador, Bob Webster.